# Bowning
Bowning är en ort i Australien. Den ligger i kommunen Yass Valley och delstaten New South Wales, i den sydöstra delen av landet, omkring 240 kilometer sydväst om delstatshuvudstaden Sydney. Antalet invånare är 411.
Runt Bowning är det mycket glesbefolkat, med 3 invånare per kvadratkilometer.. Närmaste större samhälle är Yass, omkring 14 kilometer sydost om Bowning. 
Trakten runt Bowning består till största delen av jordbruksmark. Genomsnittlig årsnederbörd är 921 millimeter. Den regnigaste månaden är februari, med i genomsnitt 170 mm nederbörd, och den torraste är oktober, med 41 mm nederbörd.